# Temelec
Temelec és una concentració de població designada pel cens dels Estats Units a l'estat de Califòrnia. Segons el cens del 2000 tenia 1.556 habitants.

## Demografia
Segons el cens del 2000, Temelec tenia 1.556 habitants, 989 habitatges, i 452 famílies. La densitat de població era de 355,5 habitants/km².
Dels 989 habitatges en un 0,1% hi vivien nens de menys de 18 anys, en un 41,8% hi vivien parelles casades, en un 3,7% dones solteres, i en un 54,2% no eren unitats familiars. En el 47,1% dels habitatges hi vivien persones soles el 37,3% de les quals corresponia a persones de 65 anys o més que vivien soles. El nombre mitjà de persones vivint en cada habitatge era d'1,56 i el nombre mitjà de persones que vivien en cada família era de 2,07.
Per edats la població es repartia de la següent manera: un 0,2% tenia menys de 18 anys, un 0,4% entre 18 i 24, un 2,6% entre 25 i 44, un 22,6% de 45 a 60 i un 74,3% 65 anys o més.
L'edat mediana era de 73 anys. Per cada 100 dones de 18 o més anys hi havia 66,6 homes.
La renda mediana per habitatge era de 36.964 $ i la renda mediana per família de 49.766 $. Els homes tenien una renda mediana de 45.781 $ mentre que les dones 38.889 $. La renda per capita de la població era de 33.678 $. Entorn de l'1,8% de les famílies i el 3,5% de la població estaven per davall del llindar de pobresa.

## Poblacions més properes
El següent diagrama mostra les poblacions més properes.